# 源国直
源 国直（みなもと の くになお）は、平安時代後期の武将。山県国直とも記される。三河守・源頼綱の三男。山県氏の祖。

## 略歴
兄である明国・仲政が累代の本拠地である摂津国を地盤としたのに対し、国直は美濃国を地盤として同国山県郡に居住したことから美濃源氏山県氏族の祖となった。そのほかの事跡については詳らかでなく、『尊卑分脈』の記述によれば安芸国に配流された後に出家したとされるが、官歴や生没年などは不明である。
都に程近く熟国とされる美濃は、先祖の頼光、頼国が国司に任じられ共に下向しており、父・頼綱は頼国の下向に同行していた。こうした経緯を背景に、叔父（兄弟とも）・国房（土岐氏族の祖）と共に美濃に進出する足掛かりを得ていたものと考えられる。
美濃国山県郡の地盤は長子・国政が継承し、次男・国基は摂津能勢郡を地盤として能勢氏の祖となった。

## 系譜
- 父：源頼綱
- 母：不詳
- 妻：宇多源氏佐々木党木村兵部大輔定通女
  - 男子：源国政 - 山県先生 - 山縣二郎。後に従兄弟・源頼政の養子となる。山県氏を継承。
- 生母不明の子女
  - 男子：源国基 - 能勢二郎[5]。国光とも。能勢氏の祖。
  - 男子：源敦光 - 多田三郎[5]。